# Odd Christian Eiking
Odd Christian Eiking (Stord, 28 de diciembre de 1994) es un ciclista noruego, miembro del equipo Unibet Tietema Rockets.

## Palmarés
2014
- 3.º en el Campeonato de Noruega en Ruta

2015
- 1 etapa del Giro del Valle de Aosta
- 2.º en el Campeonato de Noruega en Ruta

2017
- Boucles de l'Aulne

2018
- 1 etapa del Tour de Valonia[1]

2019
- 1 etapa de la Arctic Race de Noruega

## Resultados en Grandes Vueltas y Campeonatos del Mundo
Durante su carrera deportiva ha conseguido los siguientes puestos en las Grandes Vueltas y en los Campeonatos del Mundo en carretera:
| Carrera         | Carrera         | 2014 | 2015 | 2016 | 2017 | 2018 | 2019  | 2020 | 2021 | 2022 | 2023 | 2024 | 2025 |
| --------------- | --------------- | ---- | ---- | ---- | ---- | ---- | ----- | ---- | ---- | ---- | ---- | ---- | ---- |
|                 | Giro de Italia  | —    | —    | —    | —    | —    | —     | —    | —    | —    | —    | —    | —    |
|                 | Tour de Francia | —    | —    | —    | —    | —    | 111.º | —    | —    | —    | —    | 34.º | —    |
|                 | Vuelta a España | —    | —    | 77.º | Ab.  | —    | —     | —    | 11.º | —    | —    | —    | —    |
| Mundial en Ruta | Mundial en Ruta | —    | —    | —    | 56.º | 30.º | —     | Ab.  | Ab.  | —    | —    | —    | —    |

—: no participa

Ab.: abandono

## Equipos
- Team Joker (2014-2015)
- FDJ (2016-2017)
- Wanty (2018-2021)
  - Wanty-Groupe Gobert (2018)
  - Wanty-Gobert Cycling Team (2019)
  - Circus-Wanty Gobert (2020)
  - Intermarché-Wanty-Gobert Matériaux (2021)
- EF Education-EasyPost (2022-2023)
- Uno-X Mobility (2024)[2]
- Unibet Tietema Rockets (2025-)